# CCBE1
CCBE1 (англ. Collagen and calcium binding EGF domains 1) – білок, який кодується однойменним геном, розташованим у людей на короткому плечі 18-ї хромосоми. Довжина поліпептидного ланцюга білка становить 406 амінокислот, а молекулярна маса — 44 103.
| 10         |  | 20         |  | 30         |  | 40         |  | 50         |
| ---------- |  | ---------- |  | ---------- |  | ---------- |  | ---------- |
| MVPPPPSRGG |  | AARGQLGRSL |  | GPLLLLLALG |  | HTWTYREEPE |  | DGDREICSES |
| KIATTKYPCL |  | KSSGELTTCY |  | RKKCCKGYKF |  | VLGQCIPEDY |  | DVCAEAPCEQ |
| QCTDNFGRVL |  | CTCYPGYRYD |  | RERHRKREKP |  | YCLDIDECAS |  | SNGTLCAHIC |
| INTLGSYRCE |  | CREGYIREDD |  | GKTCTRGDKY |  | PNDTGHEKSE |  | NMVKAGTCCA |
| TCKEFYQMKQ |  | TVLQLKQKIA |  | LLPNNAADLG |  | KYITGDKVLA |  | SNTYLPGPPG |
| LPGGQGPPGS |  | PGPKGSPGFP |  | GMPGPPGQPG |  | PRGSMGPMGP |  | SPDLSHIKQG |
| RRGPVGPPGA |  | PGRDGSKGER |  | GAPGPRGSPG |  | PPGSFDFLLL |  | MLADIRNDIT |
| ELQEKVFGHR |  | THSSAEEFPL |  | PQEFPSYPEA |  | MDLGSGDDHP |  | RRTETRDLRA |
| PRDFYP     |  |            |  |            |  |            |  |            |

A: Аланін

C: Цистеїн

D: Аспарагінова кислота

E: Глутамінова кислота

F: Фенілаланін

G: Гліцин

H: Гістидин

I: Ізолейцин

K: Лізин

L: Лейцин

M: Метіонін

N: Аспарагін

P: Пролін

Q: Глутамін

R: Аргінін

S: Серин

T: Треонін

V: Валін

W: Триптофан

Кодований геном білок за функцією належить до білків розвитку. 
Задіяний у таких біологічних процесах, як ангіогенез, альтернативний сплайсинг. 
Білок має сайт для зв'язування з іоном кальцію. 
Секретований назовні.